# آنگلباختال
آنگلباختال (به آلمانی: Angelbachtal) یک شهر در آلمان است که در راین-نکار-کرایس واقع شده‌است. آنگلباختال ۴٬۹۱۷ نفر جمعیت دارد.